# Apostichopus
Apostichopus is een geslacht van zeekomkommers uit de familie Stichopodidae.

## Soorten
- Apostichopus californicus (Stimpson, 1857)
- Apostichopus japonicus (Selenka, 1867)
- Apostichopus johnsoni (Théel, 1886)
- Apostichopus leukothele (Lambert, 1986)
- Apostichopus multidentis (Imaoka, 1991)
- Apostichopus nigripunctatus (Augustin, 1908)
- Apostichopus nipponensis (Imaoka, 1990)
- Apostichopus parvimensis (Clark, 1913)